# Christoph 40
Christoph 40 ist der Funkrufname eines zivilen Rettungshubschraubers in Augsburg, der am 28. Januar 2014 in Dienst gestellt wurde. Der Hubschrauber ist auf Deutschlands höchstgelegener Luftrettungsplattform in 58 Metern Höhe auf dem Dach des Universitätsklinikums Augsburg stationiert.

## Geschichte
Nach einer mehrjährigen Planungsphase, in der neben Augsburg auch Donauwörth als Standort eines neuen Rettungshubschraubers im Gespräch war, entschied sich das Bayerische Staatsministerium des Innern, für Bau und Verkehr am 1. April 2011 gegen den Widerstand der Krankenkassen für den Bau einer Luftrettungsstation auf dem Dach des Augsburger Klinikums. Im Frühjahr 2013 wurde mit den Bauarbeiten begonnen, die Baukosten in Höhe von 5,9 Millionen Euro wurden vom Klinikum getragen. Die ADAC Luftrettung GmbH investierte 5,5 Millionen Euro für die Neuanschaffung des Rettungshubschraubers.
Seit der endgültigen Fertigstellung im Frühjahr 2014 verfügt Augsburg über Deutschlands höchstgelegene Luftrettungsstation auf einem Gebäude. In 58 Metern Höhe befinden sich neben einer 1300 Quadratmeter großen Landeplattform, die zwei Rettungshubschraubern Platz bietet, auch ein Hangar und eine Betankungsanlage. Das Gesamtgewicht der Aufbauten auf dem Dach des Universitätsklinikums beträgt etwa 450 Tonnen. Am 28. Januar 2014 flog Christoph 40 seinen ersten Einsatz in Mödishofen, einem Ortsteil von Ustersbach.

## Betrieb
Beim eingesetzten Hubschraubertyp handelt es sich um einen Eurocopter EC 135 P2+. Den Zuschlag für den Betrieb des Rettungshubschraubers Christoph 40 erhielt die ADAC Luftrettung, die auch die Piloten von Christoph 40 stellt. Das rettungsdienstliche Personal wird vom Kreisverband Augsburg-Stadt des Bayerischen Roten Kreuzes gestellt, die Notärzte entstammen dem ärztlichen Personal des Universitätsklinikums und sind zu einem Großteil Anästhesiologen, daneben kommen auch Chirurgen, Internisten und Pädiater zum Einsatz.
Christoph 40 deckt einen Einsatzradius von 60 Kilometern um das Universitätsklinikum Augsburg ab und steht dabei von Sonnenaufgang (frühestens jedoch ab 7 Uhr) bis eine halbe Stunde nach Sonnenuntergang zur Verfügung. Die Alarmierung erfolgt über die Integrierte Leitstelle der Berufsfeuerwehr Augsburg.